# Trichastoma
Trichastoma là một chi chim trong họ Pellorneidae.

## Các loài
- Trichastoma bicolor
- Trichastoma celebense
- Trichastoma rostratum
- Trichastoma woodi